# Puente de Vallecas
Puente de Vallecas est un des vingt-et-un arrondissements de la ville de Madrid en Espagne (situé dans l’ancienne municipalité de Vallecas). D'une superficie de 1 489,14 hectares, il comptait 240 867 habitants en 2020.

## Géographie
L'arrondissement s'étend sur 1 489,14 ha dans le sud-est de la capitale. Il est divisé en six quartiers (barrios) :
- Entrevías, où se déroule la série Entrevías diffusée sur Netflix[1].
- San Diego
- Palomeras Bajas
- Palomeras Sureste
- Portazgo
- Numancia

## Histoire
Le nom de l'arrondissement fait référence à un ancien pont permettant à la route de Vallecas de passer au-dessus de l'Abroñigal, un affluent, aujourd'hui souterrain, du Manzanares.

## Sport
Le stade de Vallecas, situé à Puente de Vallecas, accueille les matchs du Rayo Vallecano de Madrid.

## Accès
- La station Asamblea de Madrid-Entrevías